# Австрийский хоспис Святого Семейства

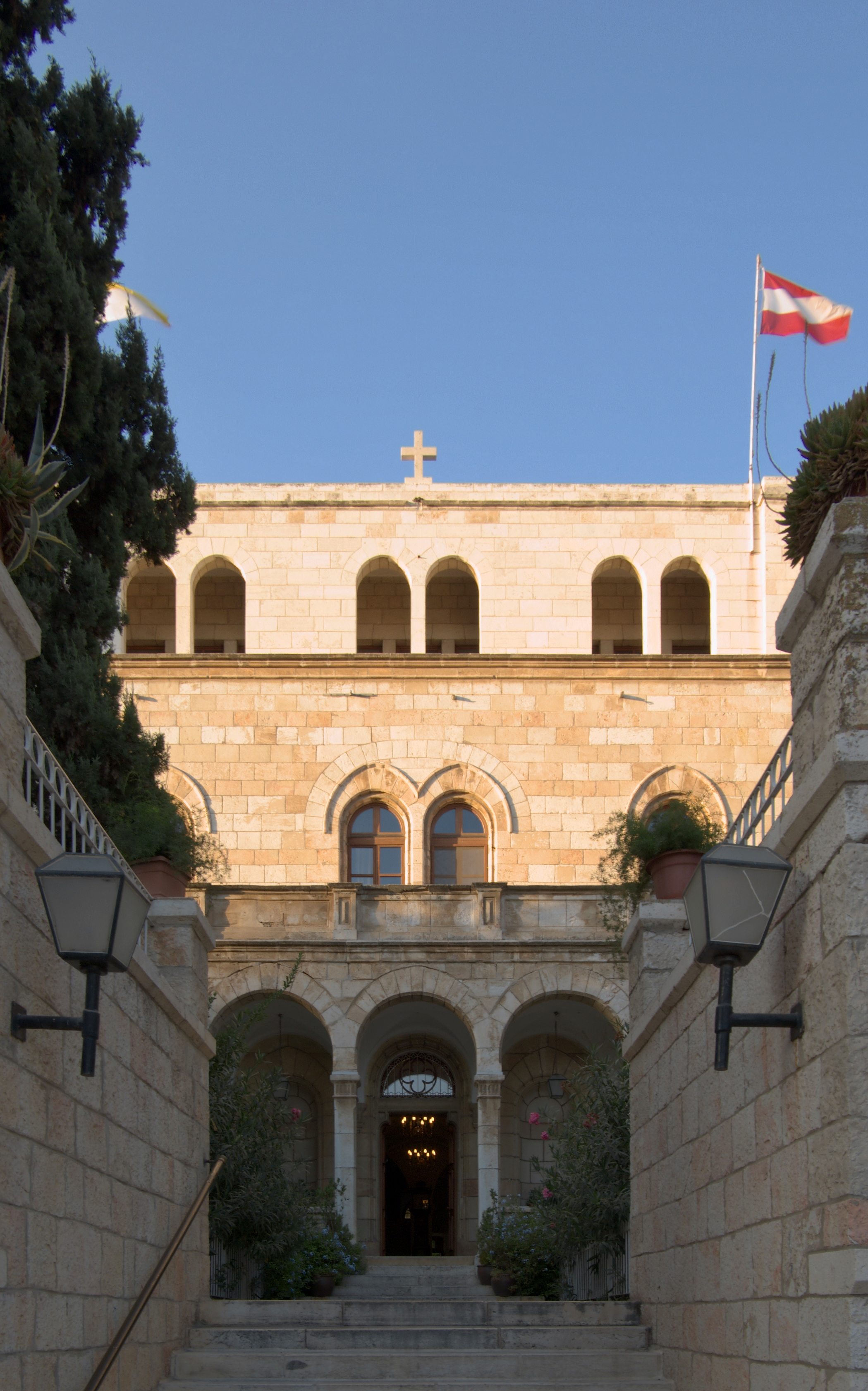
Входная группа хосписа, 2010 г.

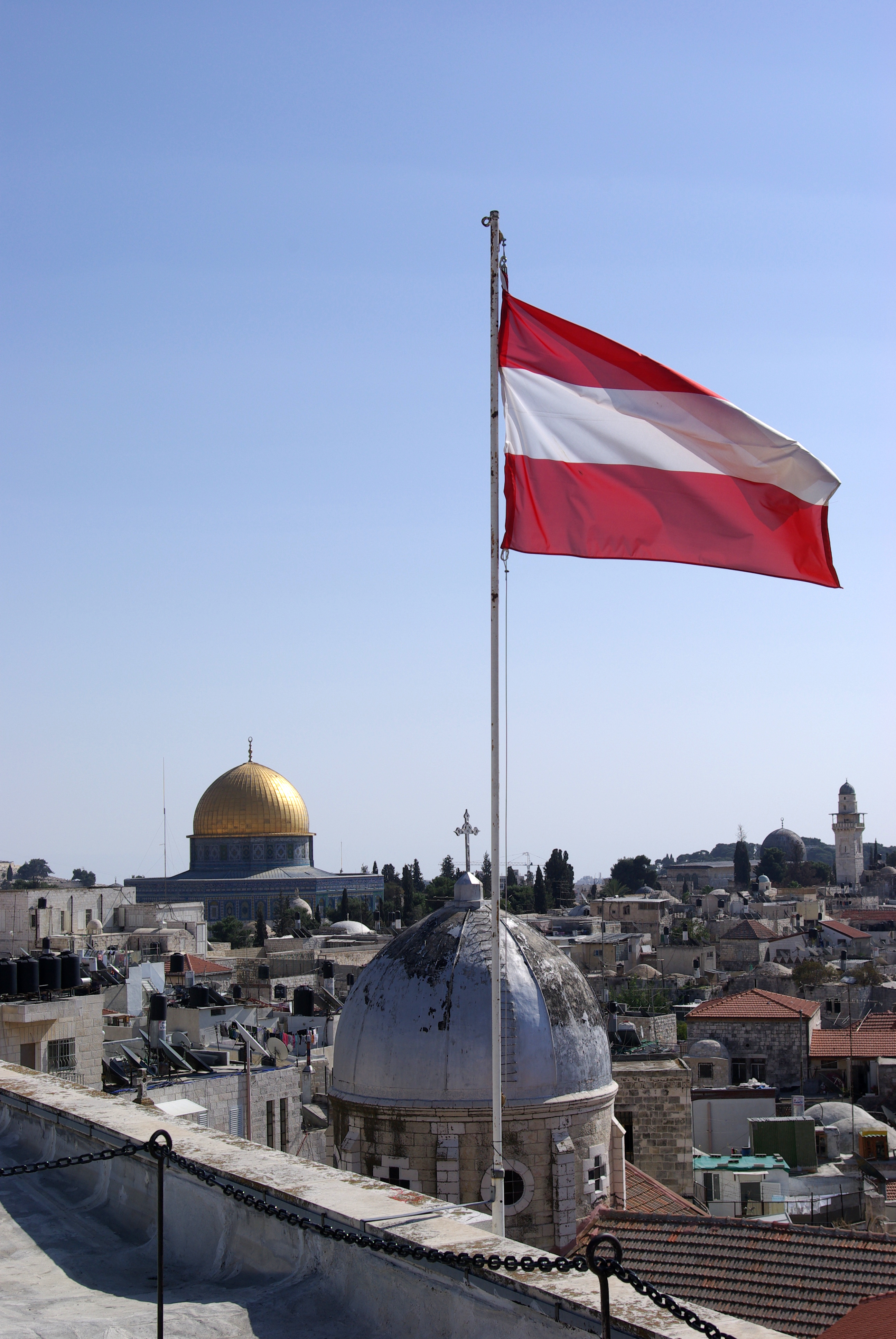
Вид с крыши на Купол Скалы, 2008 г.

Австрийский паломнический хоспис Святого Семейства в Иерусалиме (нем. Österreichisches Pilger-Hospiz zur Heiligen Familie в Иерусалиме,ивр. הוספיש אוסטרי של אלפיעה הקדושה‎, араб. التكية العست راوية لعائلة المقدسة‎) — общежитие для паломников Австрийской католической церкви в Старом городе Иерусалима. Расположен на углу улиц Виа Долороза и Эль-Вад в мусульманском квартале, на третьей станции Крёстного пути. Настоятель хосписа с 2004 года — Маркус Стефан Бугьяр. Основанный в 1856 году и открытый 19 марта 1863 года, хоспис является старейшим национальным паломническим домом на Святой Земле. Внутри главного здания расположена Церковь Святого Семейства.
С начала 1990-х годов в хосписе можно было проходить и альтернативную военную службу.

## История

### Предпосылки
Интерес крупнейших европейских держав к Леванту возрос в середине XIX века, после того как союз Австрии, Великобритании, Пруссии и России остановил продвижение египтян под командованием Мухаммеда Али-паши и вернул османскую провинцию Шам под контроль Блистательной Порты в Стамбуле. В ответ на кризис на Востоке Пруссия, Франция, Великобритания, Российская царская империя и Австрийская империя в середине 1840-х годов начали создавать первые консульства и национальные церковные учреждения.
Австрия открыла свое вице-консульство 1 мая 1849 года. В 1852 году австрийский вице-консул Йозеф Граф Пиццамано предложил построить паломническую больницу для паломников со связанной с ней церковью, чтобы укрепить влияние Австрии как защитной силы для христиан на востоке Средней Азии. Тогдашний архиепископ Вены Йозеф Отмар фон Раушер подхватил идею Пиццамано и решил построить приют для паломников с небольшим лазаретом для паломников из регионов монархии.

### История здания
В начале 1854 года строительный участок площадью 3956 м² на углу улиц Виа Долороза и Эль-Вад в Старом городе Иерусалима был приобретен консулом Пиццамано за 5700 гульденов в австрийской валюте. Первые планы были представлены известным архитектором Эрмете Пьеротти, но окончательный проект и реализация были переданы архитектору Антону Эндлихеру . Он отправился в Иерусалим в ноябре 1855 года вместе с мастерами Йозефом Венцем и Иоганном.
В начале 1856 года из-за трудоёмких земляных работ затраты резко возросли. Кардинал Раушер счел необходимым внести изменения в дизайн фасада. Недавно подготовленные планы строительства были одобрены, и строительство могло начаться. Строительный проект финансировался за счет сбора Страстной пятницы и частных пожертвований. Первый камень в фундамент Австрийского хосписа был заложен 31 декабря 1856 года. Из-за различных осложнений бригадир Йозеф Венц сменил Антона Эндлихера на посту управляющего объектом.
20 октября 1858 года дата закладки краеугольного камня. 19 марта 1863 года часовня хосписа была торжественно освящена Латинским Патриархом Джузеппе Валергой, и был открыт гостевой дом для паломников.

### Во времена династии Габсбургов
Позднее, в феврале 1864 года, ректором Дома для гостей паломников был назначен Герман Чокке, при нём произошли первые дополнения и модернизации. В 1868 году домоуправление обратилось за помощью в ведении домашнего хозяйства, и в том же году в Иерусалим приехали на помощь две женщины из монархии.
Ноябрь 1869 года — одна из важнейших дат популярности народного паломничества конца XIX века. Император Франц Иосиф I использовал свою поездку для открытия Суэцкого канала для паломничества в Святую Землю. Он был первым европейским монархом, посетившим Святую Землю после распада Империи крестоносцев. Этот визит стал весьма символическим образцом для следующих поколений паломников из монархии.

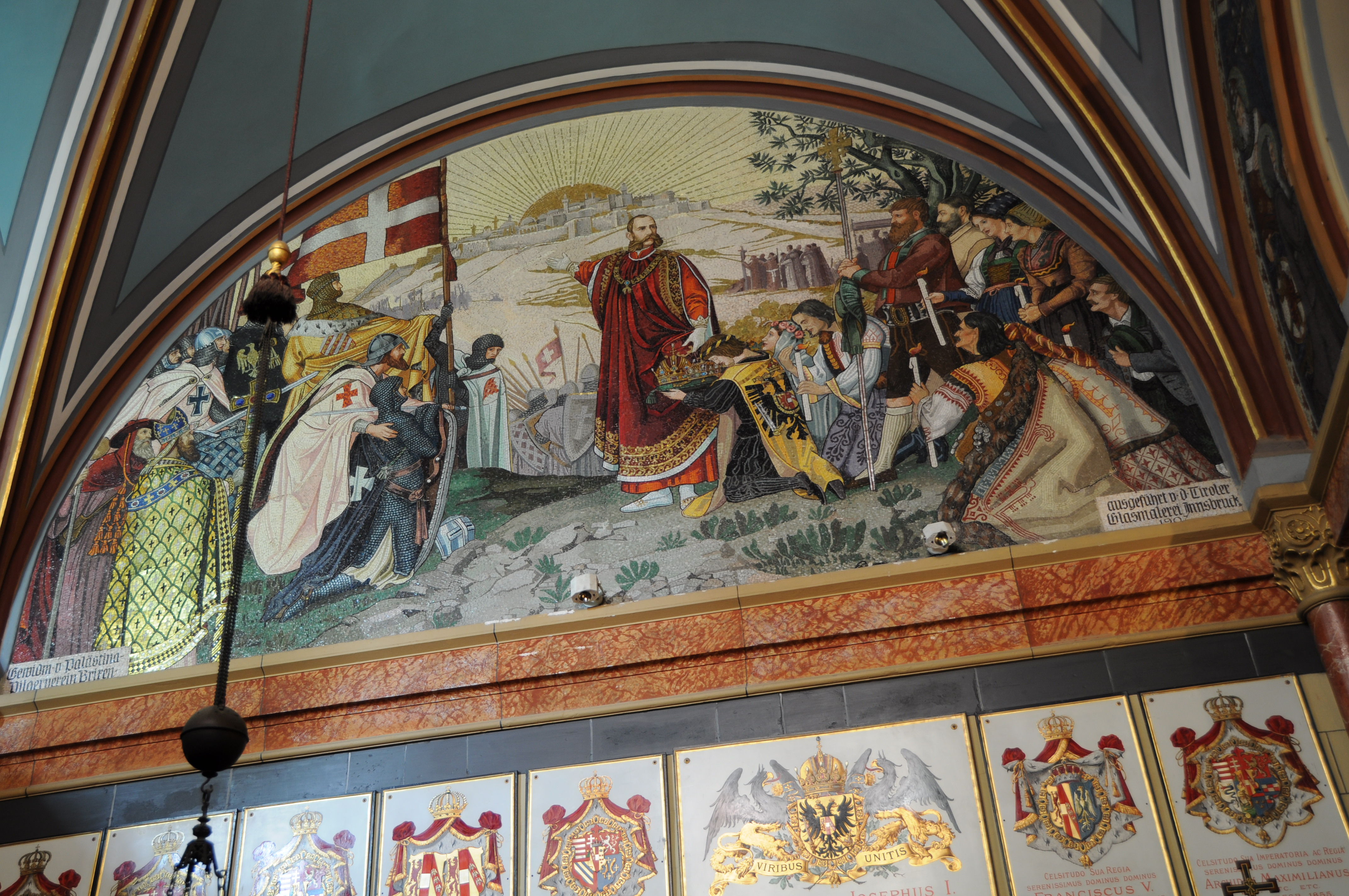
Мозаика «Воинственное и мирное паломничество Австро-Венгрии на Святую Землю издревле» в часовне богадельни

В 1895 году куратор Дома прелата Германа Чокке выступал за структурную перестройку и модернизацию, поскольку к концу XIX века характер паломничества фундаментально изменился. Чтобы включить венгерскую половину Императорской и Королевской монархии, венгр Стефан Царский был назначен проректором, а дом был переименован в Дом Святого Семейства австро-венгерских паломников. Летом 1896 года прибыли четыре сестры Конгрегации вместе с венским садовником Шарлем Борромео, чтобы возглавить кухню и прачечную. В 1898 году более 500 участников отправились в Первое тирольское народное паломничество под командованием полковника в отставке Генриха Химмеля из Агисбурга в Святую Землю.

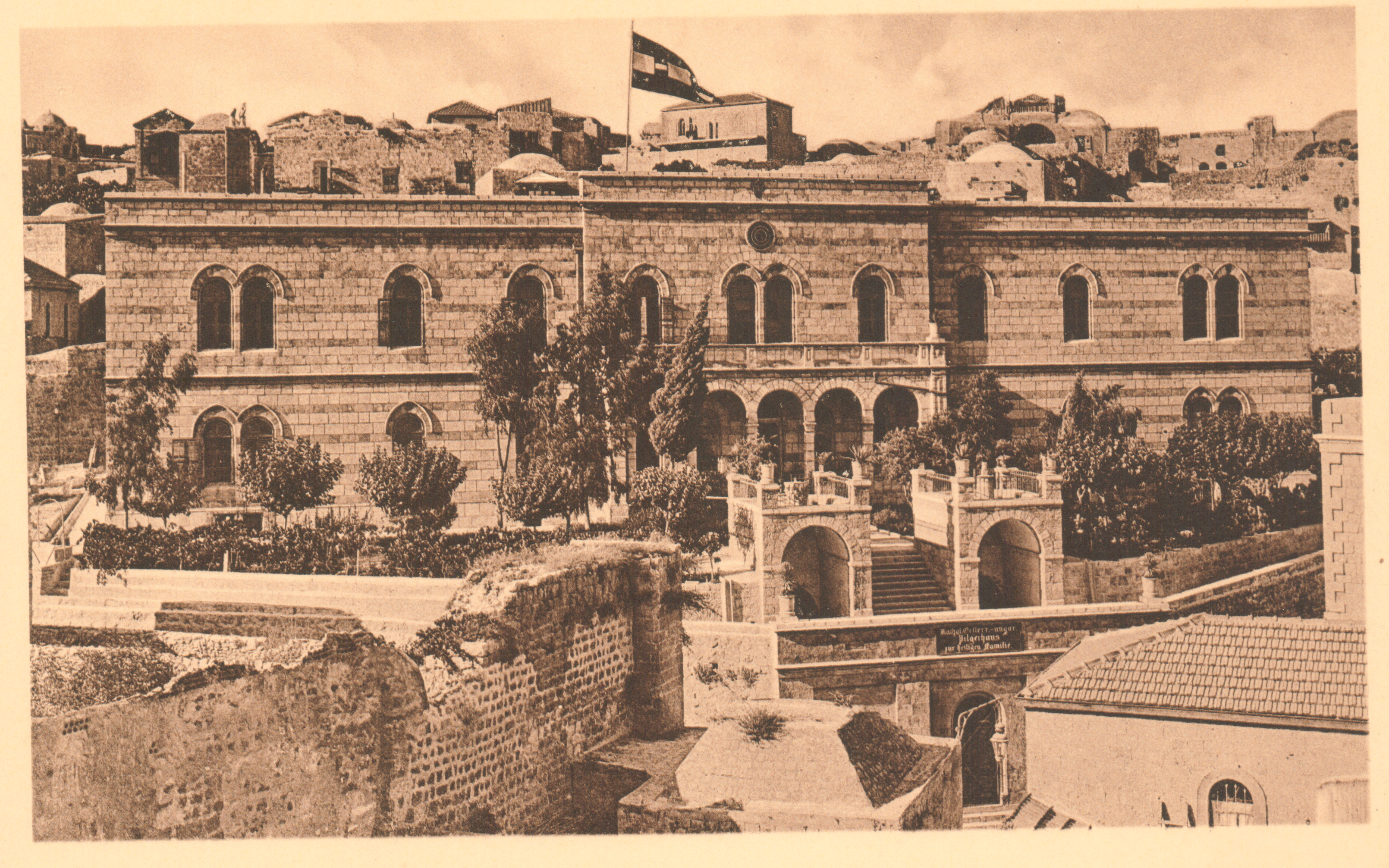
Открытка с фронтальным видом хосписа, конец XIX века.

В 1902 году количество гостевых кроватей было увеличено до 100 и добавлена терраса, а чтобы сестры могли уединиться, в 1903 году был заложен фундамент дома сестер, его строительство было завершено в 1904 году.

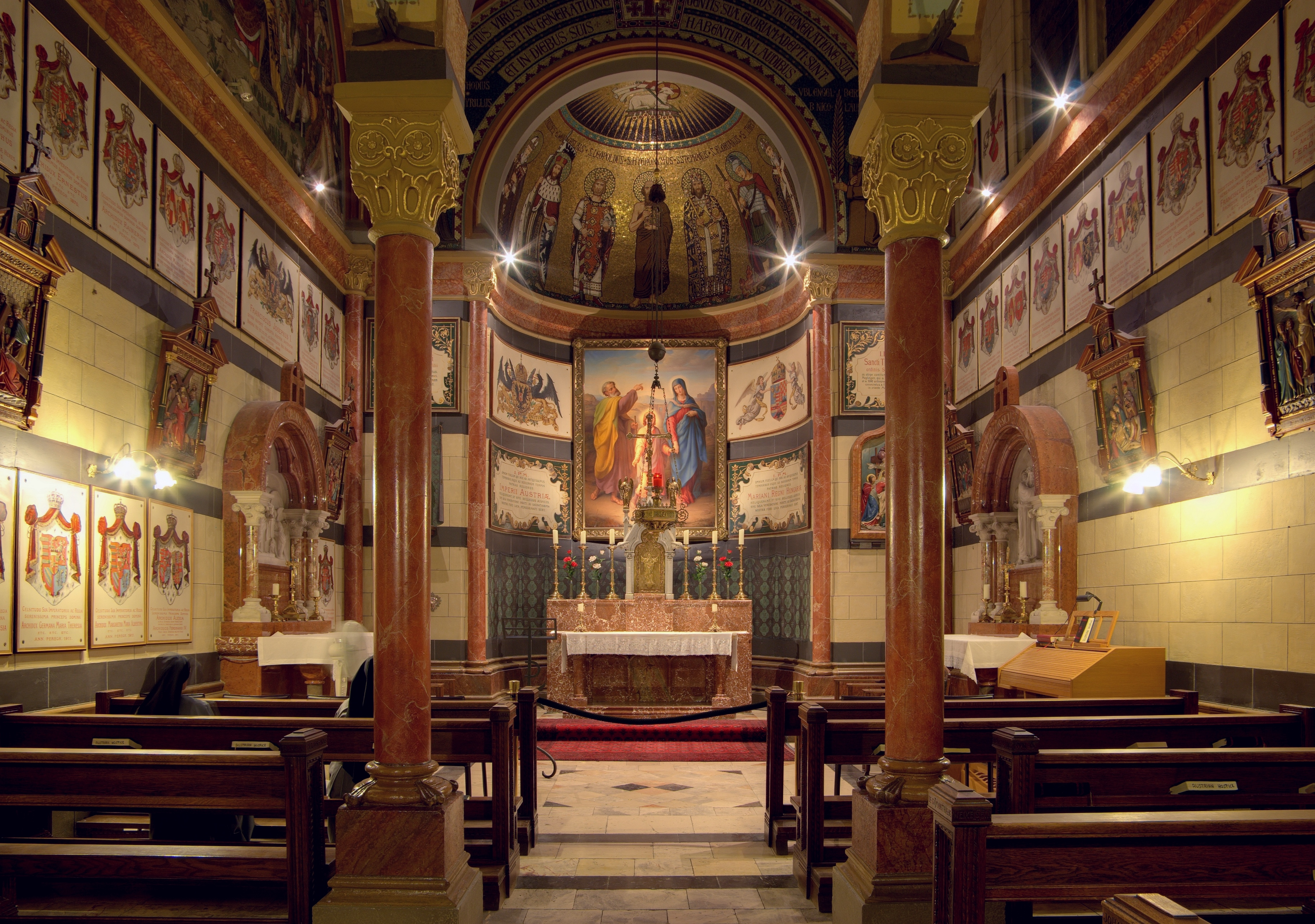
Хоспис во время Первой мировой войны, 2010

В 1908 году, в год 60-летия восшествия на престол императора Франца Иосифа, начались работы по обновлению часовни. Расширение включало в себя два боковых алтаря Тевтонского рыцарского ордена, мозаику с изображением самых выдающихся святых коронных земель в куполе апсиды, новые исповедальни и скамьи, а также новую ризницу. Эта работа продолжалась до 1910 года. В 1913 году настоятелем дома вновь стал ректор Франц Феллингер, занимавший этот пост с 1900 по 1906 год.

### Хоспис в Первую мировую войну
Османская империя вступила в Первую мировую войну на стороне Лиги четырёх. В ходе мобилизационного этапа, 9 сентября 1914 года, капитуляции членов Антанты были распущены, а церковные учреждения теперь уже враждебных наций были реквизированы.
Когда султан в ноябре 1914 года объявил британцам джихад, все граждане Антанты, включая духовенство, были вынуждены покинуть Иерусалим. В это время в городе царила депрессивная и враждебная атмосфера. Генерал Ульрих Бак стал командующим города, а австрийский хоспис пользовался все большей популярностью как место встреч немецких и австро-венгерских военнослужащих.
Османским войскам не удалось отбросить британцев в Египте, и в 1915 году британские части продвинулись в иерусалимский Санджак.
Чтобы предотвратить опасность реквизиции, в феврале 1916 года хоспис был официально преобразован в дом для выздоравливающих для офицеров и солдат. Две батареи мощной дивизии горных гаубиц «фон Марно», посланные для их поддержки, двинулись в Иерусалим в мае 1916 года.
Поскольку в ноябре 1917 года Иерусалим уже стал непосредственной зоной боевых действий, австро-венгерское консульство и военные чиновники эвакуировали город, в хосписе остались только ректор Феллингер и сестры, чтобы защитить его от разграбления.
11 декабря 1917 года генерал Эдмунд Алленби без боя захватил Иерусалим. Австрийский хоспис был реквизирован британской администрацией 16 февраля 1918 года и преобразован в англиканский приют для сирийских христианских детей.

### Период британского мандата
29 августа 1919 года приют был распущен, и в тот же день здание было возвращено попечительскому совету. Ректор Франц Феллингер немедленно снова взял на себя управление домом. После обнаружения и последующей компенсации со стороны британской администрации в конце октября в хосписе начались работы по уборке, дезинфекции и ремонту.
Чтобы поддерживать хоспис в послевоенные годы, он был преобразован в пансион для британских офицеров и административных чиновников. Благодаря этому доходу дом был полностью электрифицирован в 1923 году. Многие государства-преемники Дунайской монархии претендовали на право собственности на хоспис, но он остался во Венской архиепархии. Однако в 1924 году слово «австрийский» было исключено из названия, и места впопечительском совете получили чехословаки, а также венгры и словенцы.
В январе 1931 года попечительский совет утвердил планы срочно необходимой пристройки, наняв уроженца Вены Готлиба Бойерле в качестве главного строителя. Работы начались зимой 1932 года и завершились годом позже. Привлекательность дома повысила новая терраса на крыше.
В 1935 году ректором был назначен Франц Хайдер. В середине апреля 1936 года вспыхнуло aрабское восстание против британского мандата. Потоки посетителей прекратились. 18 мая 1936 года венскому слуге Карлу Брайтлингеру выстрелили в спину, потому что его приняли за повстанца. Конфликт постепенно утих, и в 1937 году в хосписе ночевали 498 гостей. После аншлюса в 1938 году правовой статус австрийского хосписа был неясен. В результате дом паломников тем временем оставался самостоятельным церковным учреждением. На хоспис и его особое положение на Ближнем Востоке сразу же обратили внимание в Третьем рейхе, сначала попытались оказать давление на ректора, заморозив выплаты зарплаты. Выдержав давление со стороны Берлина, Теодор Иннитцер заявил, что австрийский хоспис является чисто церковным учреждением и может быть передан только по решению Попечительского совета, в котором были представлены все епархии бывшей Габсбургской империи, что было невозможно по политическим соображениям. причины одни.
Сразу после того, как Великобритания объявила войну в 1939 году хоспис был конфискован британской мандатной властью, а ректор Франц Хайдер был интернирован на пять дней. Его быстрое освобождение произошло благодаря вмешательству Франца Феллингера. Дом был превращен в лагерь для интернированных немецких и итальянских священнослужителей. Вспомогательный епископ Феллингер добился разрешения пяти сестрам Фёклабрука остаться в доме паломников и вести домашнее хозяйство. Перед Рождеством большинство из 29 интернированных были освобождены из хосписа и получили ограниченную свободу передвижения. Только ректору Хайдеру и священнику-лазаристу Лео Шмитту оставалось интернирование.
8 марта 1940 года Хайдера перевели в лагерь для интернированных в Акко, и он передал управление домом сестрам, оставшимся в доме. В мае вновь произошло интернирование священнослужителей держав оси. 80 интернированных, в том числе 23 мирянина, 28 июня были переведены во францисканский монастырь, чтобы освободить место для 170 англичанок и детей из Египта .
Уже в январе 1941 года британские беженцы покинули хоспис, и сестры снова получили доступ в дом. Чтобы возместить ущерб, Франц Хайдер был доставлен в Иерусалим из лагеря для интернированных в Хайфе, куда он был временно переведен. После этого Паломнический дом был преобразован в лагерь для 150 религиозных сестер из Германской империи. Ректором в это время был немецкий директор школы Шмидта отец Йоханнес Зоннен.
В июле 1943 года лагерь для интернированных был закрыт, и всем ранее интернированным сёстрам разрешили вернуться в свои монастыри.
В мае 1944 года британская армия решила организовать в здании офицерскую школу, преподавательским составом которой был Абба Эбан, впоследствии ставший министром иностранных дел Израиля. Сестры продолжали вести кухню и хозяйство. Ректор Франц Хайдер не получил разрешения вернуться в Подмандатную Палестину.
Офицерская школа была окончательно закрыта в сентябре 1947 года и преобразована в пост британской полиции.
6 января 1948 года британцы ушли из Старого города Иерусалима, и 22 апреля 1948 года гостевой дом для паломников был официально возвращен отцу Соннену, но дом находился в ведении Красного Креста, под надзором которого был создан военный госпиталь. 1 мая 1948 года в хоспис были переведены первые пациенты.

### Иорданская администрация
Во время войны за независимость Израиля в Палестине австрийский хоспис использовался как полевой госпиталь;10 июня 1948 года в балкон попала граната, в результате чего погибли медсестра и четыре пациента. В то время управление находилось в руках Красного Креста и администрации Трансиордании. Австрийские монахини Ордена активно помогали ухаживать за больными. После перемирия 3 апреля 1949 года между Трансиорданией и Израилем хоспис располагался в оккупированной части Трансиордании.
В апреле 1950 года Восточный Иерусалим и Западный берег были включены в состав Трансиордании. В конце сентября Франц Хайдер вернулся из вынужденной ссылки в Австралии, где он работал пастором в Мельбурне, в хосписе в качестве ректора и сразу же приступил к заключению договоров аренды с правительством Аммана.
Ремонтные работы начались в 1951 году, а 20 июля того же года жертвой расстрела стал король Иордании Абдалла. Его поместили в австрийском хосписе. Сестре Лилиосе Фашинг удалось оказать неотложную помощь, но король скончался от полученных травм.
В 1953 году между правительством Трансиордании и Венской архиепископией был подписан предварительный трехлетний договор аренды на использование хосписа в качестве больницы.
Уже тяжело больной ректор Франц Хайдер вернулся в Вену 15 марта 1954 года, сестры Фёклабрук остались верны своей миссии и сохранили австрийское влияние. Однако официальным ректором хосписа оставался Франц Хайдер.
В 1961 году палестино-христианин-опекун дома Антуан Ф. Альбина продлила контракт с правительством Иордании на имя ректора Франца Хайдера.

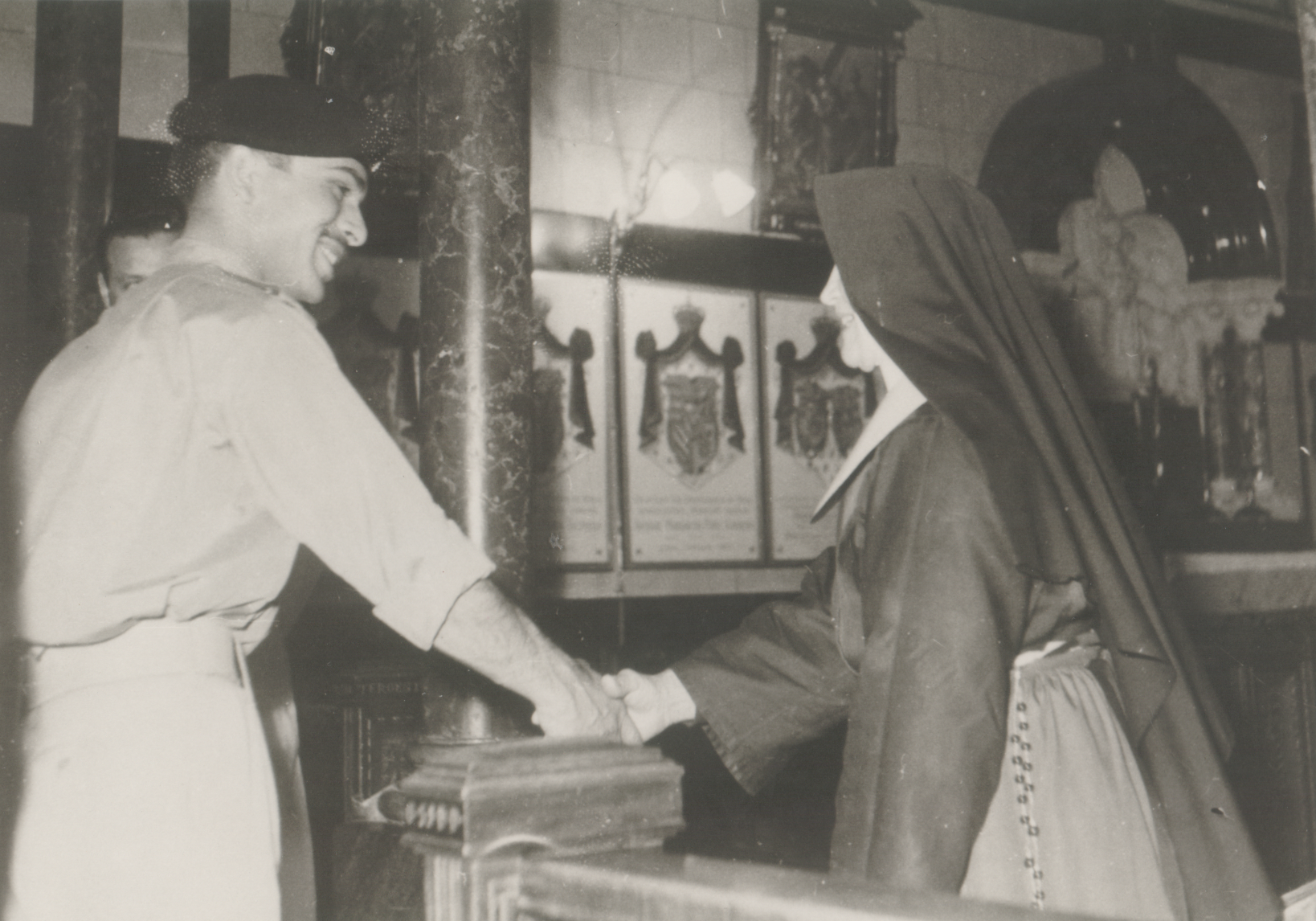
Король Иордании Хусейн и сестра Лилиоса Фашинг, 1961 год.

В 1966 году, когда правительство в Аммане было готово провести переговоры о роспуске Австрийской хосписной больницы, Попечительский совет назначил Франца Зауэра новым ректором.
Надежда на реституцию угасла, когда 5 июня 1967 года разразилась Шестидневная война хоспис вновь был преобразован в военный госпиталь. Израильская армия захватила Старый город; Будущество паломников госписа вновь оказалось неопределенным.

### Возвращение и повторное открытие
На реституцию надеялись ещё в начале 1970 года, но возвращение дома паломников, поскольку он расположен в той части города, которая является спорной по международному праву, стало прецедентом для обеих сторон. Если бы израильтяне потребовали арендную плату, аннексированный Старый город был бы признан частью Израиля. Для Католической церкви Австрии это означало, что больница должна была продолжать существовать и получать арендную плату от иорданской стороны. Хотя официально дом долгое время не был домом для паломников, настоятель Франц Зауэр неоднократно организовывал паломничества, а также возил их в хоспис.
В 1980 году Министерство здравоохранения Израиля уволило 24 сотрудников больницы, против чего бурно протестовало арабское население. Были демонстрации, забастовки и кампании в средствах массовой информации. Арабская администрация хотела превратить хоспис в современную больницу, но ректор Зауэр дал им понять, что в долгосрочной перспективе он не сможет продолжать работать как больница.
На Рождество 1984 года у ректора Франца Зауэра случился приступ слабости, и впоследствии он был назначен проректором Манфреда Кневассера.
Из-за сокращения бюджета Министерства здравоохранения Израиля хоспис планировалось закрыть 31 июля 1985 года. Чтобы не рисковать инцидентами, руководство Израиля приняло решение эвакуировать больницу двумя днями ранее. Арабское население объявило всеобщую забастовку.
Тем временем хоспис был пуст и охранялся ЧОП. В декабре 1985 года два юриста, Юлиус Шустер и Франц Эккерт, заняли опечатанное здание для попечительского совета. 21 декабря в домашнем часовне была отслужена первая месса, а ближе к концу месяца в дом прибыла первая группа паломников.
В начале января 1987 года начался капитальный ремонт. Большинство строителей и мастеров-строителей были арабами. Весь дом был модернизирован, обнаружены и отремонтированы большие фрески в салоне.
В феврале 1988 года большая часть дома была восстановлена, а 19 марта, к 125-летию со дня открытия хосписной часовни, дом был торжественно открыт. Новым ректором стал Вольфганг Шварц. Всего в хосписе работали три сестры из Конгрегации Иисуса, пять арабских коллег и несколько австрийских волонтеров.
7 января 1991 года общежитие было официально закрыто в связи с началом войны в Ираке. Однако всего через месяц ситуация снова улучшилась. Сестра Глазауэр вернулась в Австрию и вместе с теологом Иоганном Краммером мирянин впервые стала помощницей ректора.

## В настоящее время
Годы Второй интифады с 2000 по 2005 год принесли большие потери, и заполняемость гостевых домов часто была ниже 20 %. В эти годы австрийские епархии удвоили результаты сбора средств из Palmsonntagskollekte, чтобы иметь возможность сохранить «свой дом на Востоке» открытым.
В мае 2004 года обязанности настоятеля хосписа взял на себя епархиальный священник Маркус Стефан Бугньяр из Бургенланда; в то время он уже изучал библейские науки в течение нескольких семестров в Иерусалиме в Французской школе библейской и археологической науки в Иерусалиме и, таким образом, получил право на эту задачу в основанном на Библии пастырском служении для паломников.
Сестра Бернадетт Шварц из Верхней Австрии взяла на себя обязанности руководителя домашнего хозяйства в 2008 году. С сентября 2011 года она стала проректором — первой женщиной в истории дома. В конце августа 2019 года она ушла в отставку.
С 2004 года здание претерпело глубокие поэтапные изменения, как с точки зрения структуры, так и содержания. Чтобы гарантировать непрерывную работу гостевого дома, отдельные мероприятия разделены на отдельные проекты. Исторически значимым для завершения строительства хосписа стало строительство Casa Austria: в апреле 2019 года было открыто это новое крыло в северо-восточной части объекта на Виа Долороза, благодаря чему общежитие для паломников теперь достигло тех размеров, какими оно было раньше. намеревался иметь в 1863 году. На данный момент в доме 45 комнат.
С 1 июля 2018 года австрийский хоспис в Иерусалиме официально носит эпитет «паломник» и теперь называется «Австрийский паломнический хоспис Святого Семейства в Иерусалиме».
Венская кофейня последовательно расширялась и с 2019 года носит название «Кафе Триест»: в память об отправной точке первых паломничеств из морского порта бывшей императорской и королевской семьи. Город Триест. С 2018 года руководство здания занимается предстоящим генеральным ремонтом исторического корпуса главного корпуса, который планируется завершить в 2025 году.
Будучи явно австрийским учреждением, хоспис паломников и сегодня по-прежнему выполняет задачу оказания центральноевропейского гостеприимства гостям паломников в Святых местах. Как культурное и образовательное учреждение, «Академия Австрийского Хосписа» служит межкультурные встречи между христианством, иудаизмом и исламом в форме лекций, выставок, публикаций и концертов.
Как церковное учреждение, хоспис берет на себя социальную ответственность: создавая рабочие места и поддерживая нуждающихся детей и молодых людей в образовании и обучении, а также молодые семьи. Особое внимание уделено католическому приходу «Zur Heiligen Familie» в городе Газа, который был основан как миссионерская станция южнотирольским священником-проректором Георгом Гаттом в 1887 году.
На 2024 год также запланирована серия торжеств по случаю 20-летия Маркуса Сент-Бугньяра на посту ректора.

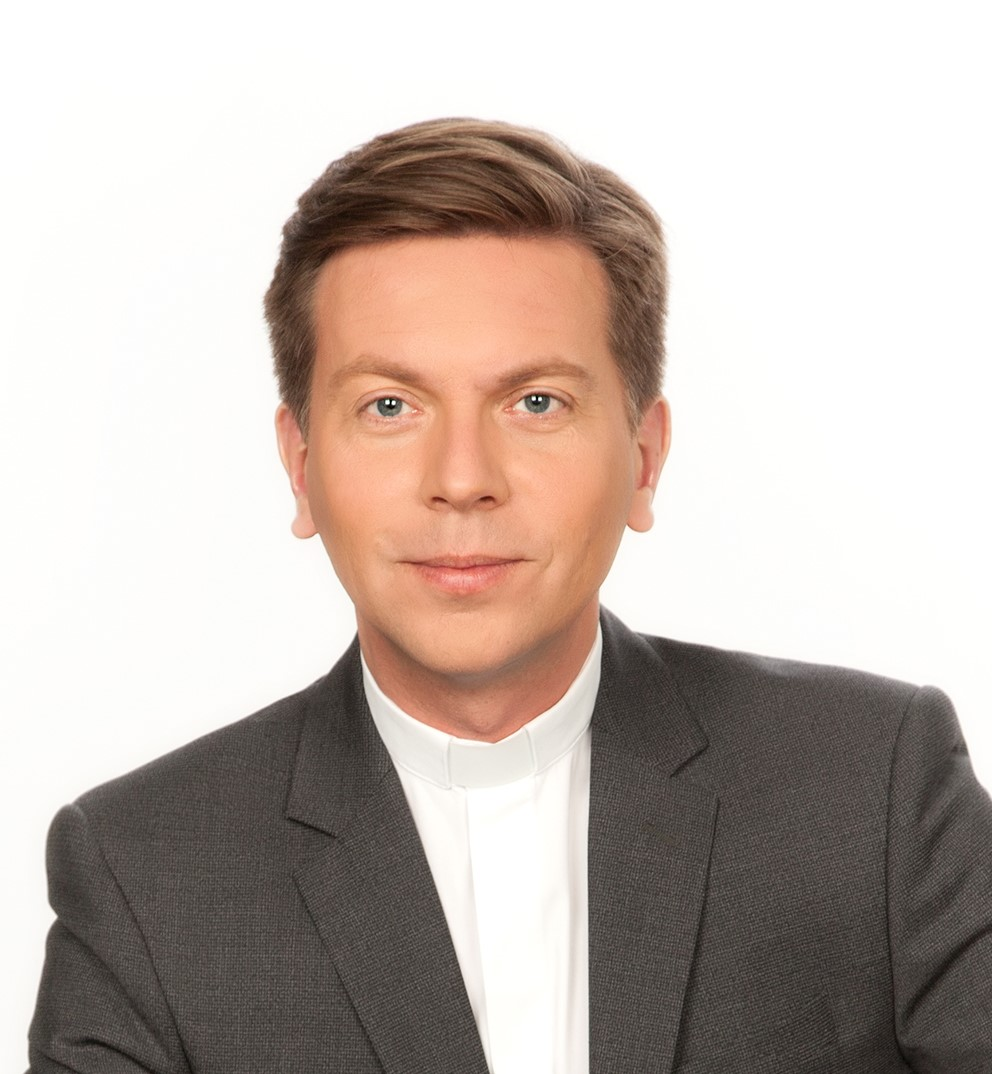
Ректор Маркус Ст. Бугняр, 2017 г.

| Имя                        | Откуда           | Период времени               |
| -------------------------- | ---------------- | ---------------------------- |
| Эдуард Крёлль              | Брюнн            | 1863-1864 гг.                |
| Герман Чокке               | Бём. Лейпа       | 1864-1866 гг.                |
| Альберт против. Хёрманн    | Брегенц          | 1866-1867 гг.                |
| Антон Весера               | Моравия          | 1867-1868 гг.                |
| Франц Хорват               | Крайн            | 1868-1870 гг.                |
| Стефан Розенбергер         | Вена             | 1870-1871 гг.                |
| Игнац Фишер                | Кениггрец        | 1871-1873 гг.                |
| Карл Шнабль                | Вена             | 1873-1876 гг.                |
| Иоганн Фарнггрубер         | ул. Пёльтен      | 1876-1879 гг.                |
| П. Франц Йозеф Коста-Майор | Тироль           | 1879-1892 гг.                |
| Рихард Йох                 | Мериш Вайскирхен | 1893-1895 гг.                |
| Франц Малечек              | Прага            | 1895-1897 гг.                |
| Стефан Царский             | Гран             | 1897-1902 гг.                |
| Франц Феллингер            | Линц             | 1902-1906 гг.                |
| Мартин Эрлих               | Гурк             | 1906-1910 гг.                |
| Леопольд Дангельмайер      | Гран             | 1910-1911 гг.                |
| Якоб Андре                 | Зальцбург        | 1911-1913 гг.                |
| Франц Феллингер            | Линц             | 1913-1935 гг.                |
| Франц Хайдер               | Вена             | 1935-1954 гг.                |
| Эрнст Баннерт              | Бургенланд       | 1964-1966 гг.                |
| Франц Зауэр                | Грац             | 1966-1987 гг.                |
| Вольфганг Шварц            | Вена             | 1987-2004 гг.                |
| Маркус Ст. Бугньяр         | Бургенланд       | с 2004 г. по настоящее время |